# Ivy Dumont
Dame Ivy Leona Dumont (Roses, 2 ottobre 1930) è una politica bahamense, Governatore generale delle Bahamas dal 1º gennaio 2002 fino al 13 novembre 2005.